# Improphantes potanini
Espèce
Synonymes
- Lepthyphantes potanini Tanasevitch, 1989

Improphantes potanini est une espèce d'araignées aranéomorphes de la famille des Linyphiidae.

## Distribution
Cette espèce est endémique du Kirghizistan.

## Description
Le mâle holotype mesure 1,88 mm.

## Étymologie
Cette espèce est nommée en l'honneur de Grigory Potanine.

## Publication originale
- Tanasevitch, 1989 : The linyphiid spiders of Middle Asia (Arachnida: Araneae: Linyphiidae). Senckenbergiana Biologica, vol. 69, p. 83-176.